# 布杜達區
布杜達區是非洲中部國家烏干達的111個區之一，由東部區負責管轄，首府是布杜達，海拔高度1,800米，每年平均降雨量1,500毫米，主要的經濟產業是農業，2010年人口估計為146,000。

## 外部連結
- Bududa District Homepage

01°01′N 34°20′E / 1.017°N 34.333°E